# Browning (Illinois)
Browning és una població dels Estats Units a l'estat d'Illinois. Segons el cens del 2000 tenia 130 habitants.

## Demografia
Segons el cens del 2000, Browning tenia 130 habitants, 57 habitatges, i 38 famílies. La densitat de població era de 161,9 habitants/km².
Dels 57 habitatges en un 19,3% hi vivien nens de menys de 18 anys, en un 57,9% hi vivien parelles casades, en un 7% dones solteres, i en un 31,6% no eren unitats familiars. En el 29,8% dels habitatges hi vivien persones soles el 21,1% de les quals corresponia a persones de 65 anys o més que vivien soles. El nombre mitjà de persones vivint en cada habitatge era de 2,28 i el nombre mitjà de persones que vivien en cada família era de 2,79.
Per edats la població es repartia de la següent manera: un 16,2% tenia menys de 18 anys, un 10% entre 18 i 24, un 18,5% entre 25 i 44, un 27,7% de 45 a 60 i un 27,7% 65 anys o més.
L'edat mediana era de 47 anys. Per cada 100 dones de 18 o més anys hi havia 87,9 homes.
La renda mediana per habitatge era de 44.107 $ i la renda mediana per família de 50.625 $. Els homes tenien una renda mediana de 31.667 $ mentre que les dones 21.667 $. La renda per capita de la població era de 18.109 $. Cap de les famílies i el 3,7% de la població estaven per davall del llindar de pobresa.

## Poblacions més properes
El següent diagrama mostra les poblacions més properes.